# Улианополис

Улианополис на карте штата.

Улианополис (порт. Ulianópolis) — муниципалитет в Бразилии, входит в штат Пара. Составная часть мезорегиона Юго-восток штата Пара. Входит в экономико-статистический микрорегион Парагоминас. Население составляет 43 341 человек на 2010 год. Занимает площадь 5088,468 км². Плотность населения — 8,52 чел./км².

## Демография
Согласно сведениям, собранным в ходе переписи 2010 г. Национальным институтом географии и статистики (IBGE), население муниципалитета составляет:
| Полное население                               | Полное население                               | Полное население                               | Полное население                               | 43 341 |
| ---------------------------------------------- | ---------------------------------------------- | ---------------------------------------------- | ---------------------------------------------- | ------ |
| в том числе:                                   | Городское население                            | 28 525                                         | Процент городского населения, %                | 65,82  |
|                                                | Сельское население                             | 14 816                                         | Процент сельского населения, %                 | 34,18  |
|                                                | Мужское население                              | 22 209                                         | Процент мужского населения, %                  | 51,24  |
|                                                | Женское население                              | 21 132                                         | Процент женского населения, %                  | 48,76  |
| Плотность населения, чел/км²                   | Плотность населения, чел/км²                   | Плотность населения, чел/км²                   | Плотность населения, чел/км²                   | 8,52   |
| Население муниципалитета в % к населению штата | Население муниципалитета в % к населению штата | Население муниципалитета в % к населению штата | Население муниципалитета в % к населению штата | 0,57   |

По данным оценки 2015 года, население муниципалитета составляет 53 881 житель.

## Статистика
- Валовой внутренний продукт на 2003 год составляет 198 642 652,00 реалов (данные: Бразильский институт географии и статистики).
- Валовой внутренний продукт на душу населения на 2003 год составляет 8282,99 реалов (данные: Бразильский институт географии и статистики).
- Индекс развития человеческого потенциала на 2000 год составляет 0,688 (данные: Программа развития ООН).

## Важнейшие населенные пункты
| № | Населённый пункт | Населённый пункт (порт.) | Категория | Население чел. (2010) | На карте                       |
| - | ---------------- | ------------------------ | --------- | --------------------- | ------------------------------ |
| 1 | Улианополис      | Ulianópolis              | город     | 28 525                | 3°45′06″ ю. ш. 47°30′03″ з. д. |
| 2 | Арку-Ирис        | Arco-Íris                | поселок   | 1405                  | 3°57′58″ ю. ш. 47°32′29″ з. д. |